# Club Social y Deportivo Tristán Suárez
El Club Social y Deportivo Tristán Suárez és un club de futbol argentí de la ciutat de Tristán Suárez.

## Palmarès
- Primera D (1)
  - 1975